# Alisa v Zazerkale
Alisa v Zazerkale (También conocida como Alisa v Strane Chudes) es una adaptación animada rusa de dos partes dirigida por Efrem Pruzhanskiy basada en los libros Las aventuras de Alicia en el país de las Maravillas y A través del espejo y lo que Alicia encontró allí de Lewis Carroll que se estrenó en 1981 y 1982 Respectivamente.

## Argumento
Parte 1
Aburrida de estar a la orilla del río leyendo un libro sin dibujos ni diálogos, Alicia se sobresalta al ver saltar junto a ella a un conejo blanco que mira nerviosamente su reloj de bolsillo. La niña se levanta y lo sigue a través de su madriguera, cayendo por ella hasta una sala subterránea. Allí trata de pasar a un hermoso jardín contiguo, pero finalmente no lo logra, y llega frente a un gran hongo sobre el que se sienta una gran oruga azul. Seguidamente se encuentra con otros personajes como el Gato de Cheshire, el Sombrerero y la Liebre de Marzo. Cuando finalmente llega al bonito jardín que había visto desde la sala de las puertas, se encuentra con la Reina de Corazones, la impaciente monarca del país, que manda degollar a cualquiera que se oponga a ella. Después de jugar a una peculiar partida de croquet con ella, la niña asiste al juicio de la Sota de Corazones, acusada por la Reina de robar sus tartas. Poco después, Alicia despierta inesperadamente y descubre que todo ha sido un sueño.
Parte 2
Es Invierno y Alicia se encuentra en su casa junto con su Gatito. Cuando Alicia mira al Espejo ella se pregunta cómo podría ser el mundo de allí, Alicia inesperadamente se da cuenta de que el espejo es uno mágico y ella procede a atravesarlo, ahí se encuentra con piezas de ajedrez negras y blancas para después, salir a conocer flores que hablan y le dicen que si quiere avanzar tiene que retroceder, Alicia llega con La Reina Negra quien le dice que si quiere convertirse en reina tiene que llegar hasta la última casilla del tablero, así Alicia entra a un tren, conoce a
- Datos: Q2647258